# Тіптон (Канзас)
Тіптон (англ. Tipton) — місто (англ. city) в США, в окрузі Мітчелл штату Канзас. Населення — 193 особи (2020).

## Географія
Тіптон розташований за координатами 39°20′22″ пн. ш. 98°28′15″ зх. д. / 39.33944° пн. ш. 98.47083° зх. д. (39.339526, -98.470822).  За даними Бюро перепису населення США в 2010 році місто мало площу 0,66 км², уся площа — суходіл.

## Демографія
Згідно з переписом 2010 року, у місті мешкало 210 осіб у 98 домогосподарствах у складі 57 родин. Густота населення становила 317 осіб/км².  Було 116 помешкань (175/км²).
Расовий склад населення:
| - 98,1 % — білих - 1,9 % — азіатів |

До двох чи більше рас належало 0,0 %. Частка іспаномовних становила 0,0 % від усіх жителів.
За віковим діапазоном населення розподілялося таким чином: 24,8 % — особи молодші 18 років, 50,9 % — особи у віці 18—64 років, 24,3 % — особи у віці 65 років та старші. Медіана віку мешканця становила 47,0 року. На 100 осіб жіночої статі у місті припадало 121,1 чоловіків;  на 100 жінок у віці від 18 років та старших — 113,5 чоловіків також старших 18 років.
Середній дохід на одне домашнє господарство  становив 52 662 долари США (медіана — 47 500), а середній дохід на одну сім'ю — 62 668 доларів (медіана — 58 542). Медіана доходів становила 52 500 доларів для чоловіків та 30 500 доларів для жінок. За межею бідності перебувало 2,4 % осіб, у тому числі 0,0 % дітей у віці до 18 років та 2,9 % осіб у віці 65 років та старших.
Цивільне працевлаштоване населення становило 110 осіб. Основні галузі зайнятості: освіта, охорона здоров'я та соціальна допомога — 24,5 %, будівництво — 15,5 %, виробництво — 13,6 %, фінанси, страхування та нерухомість — 13,6 %.